# Live in London (Beach-Boys-Album)
Live in London ist ein Album der Beach Boys aus dem Jahr 1970. Es ist das zweite Livealbum der Gruppe.

## Entstehungsgeschichte
Die Aufnahme entstand bei einem Konzert am 1. Dezember 1968 im London Palladium, einem der bekanntesten West-End-Theater in London, und einem Konzert im Finsbury Park am 12. August 1968. Der musikalische Kopf der Gruppe Brian Wilson war bei diesem Konzert nicht anwesend. Seine Rolle übernahm Bruce Johnston.
Das Album zeigt die Beach Boys routiniert mit damals aktuellen Singles (Bluebirds Over the Mountain), einigen Pet-Sounds-Stücken (God Only Knows, Sloop John B) und einer Zugabe in Form von Barbara Ann. Im Gensatz zum Livealbum Beach Boys Concert enthält dieses nur bereits veröffentlichte Stücke und mit Bluebirds Over the Mountain (von Ersel Hickey), Their Hearts Were Full of Spring (von Bobby Troup) und Barbara Ann (von Fred Fassert) lediglich drei Coverversionen.
Da ihre Lieder immer anspruchsvoller wurden und von 5 Mann auf der Bühne nicht mehr reproduzierbar, unterstützten die Beach Boys Mike Kowalski, Darryl Dragon und Ed Carter als Begleitmusiker. Carter war bereits 1965 als Ersatz für Brian Wilson im Gespräch gewesen.
Das Album wurde zunächst nur in Großbritannien veröffentlicht, da die Gruppe Ende der 1960er Jahre in den USA stark an Popularität eingebüßt hatte. Die Beach Boys wurden von der aktuellen Hippiebewegung verdrängt. Capitol Records rechnete nicht damit, mit der Aufnahme viel Geld zu verdienen. In Europa gehörten die Beach Boys allerdings noch zu den Stars der Rockmusik und so brachte man die LP im Mai 1970 auf den Markt, allerdings war Live in London auch in der britischen Hitparade erfolglos. Das Album erschien dann zunächst 1971 in Japan und ein Jahr später in Frankreich, Holland und Deutschland.
In den USA erschien das Album erst im Jahr 1976, passend zu einem Comeback der Gruppe zu dieser Zeit, unter dem Titel Beach Boys ’69. Abgesehen von einem neuen Cover ist es das gleiche Album. Diese Version erreichte im Herbst 1976 Platz 75 in der US-amerikanischen Hitparade.
2001 erschien Live in London zusammen mit Beach Boys Concert (1964) auf CD. Als Bonustracks wurden Don’t Worry Baby als Outtake des 1964er Albums und Heroes & Villains in einer Version von 1967 aus einer Liveshow in Hawaii beigefügt.

## Titelliste
1. Darlin’ (Brian Wilson/Mike Love) – 2:41
2. Wouldn’t It Be Nice (Brian Wilson/Tony Asher/Mike Love) – 1:53
3. Sloop John B (Trad. Arr. Brian Wilson) – 2:30
4. California Girls (Brian Wilson/Mike Love) – 2:19
5. Do It Again (Brian Wilson/Mike Love) – 2:47
6. Wake the World (Brian Wilson/Al Jardine) – 2:26
7. Aren’t You Glad (Brian Wilson/Mike Love) – 3:09
8. Bluebirds Over the Mountain (Ersel Hickey) – 2:53
9. Their Hearts Were Full of Spring (Bobby Troup) – 2:49
10. Good Vibrations (Brian Wilson/Mike Love) – 4:36
11. God Only Knows (Brian Wilson/Tony Asher) – 3:27
12. Barbara Ann (Fred Fassert) – 2:32